# Betty Prado
Betty Prado (São Paulo, 29 de outubro de 1962), é uma empresária, atriz e ex-modelo brasileira. Foi a primeira brasileira a participar do Supermodel of the World, em 1982, classificando-se entre as quatro finalistas.

## Carreira
Betty Prado começou a carreira aos 17 anos, quando trocou um emprego de secretária pelas lentes e passarela. Primeira modelo brasileira a participar do concurso Supermodel of the World (então chamado Face of the 80's), da Ford Models, em Nova Iorque, 1982, tornou-se uma das primeiras modelos brasileiras a ter projeção internacional. Como modelo, trabalhou em Nova York, Milão, Paris, Londres e Tóquio e posou para Helmut Newton, Denis Piel, Steven Maisel, Albert Watson e Richard Avedon, entre outros nomes da fotografia mundial. Entre os vários livros com suas fotos, destaca-se o The Art of Makeup, lançado na década de 1990.
Em 1983 fez o curso do Actor's Studio, em Nova York, iniciando em 1987 a carreira de atriz paralelamente à de modelo. Já nessa segunda profissão, atuou no filme Um Trem para as Estrelas, de Cacá Diegues, e em 1990
no Musica per vecchi animali, de Stefano Benni (diretor de fotografia: Pasqualino de Santis), Itália. Em 1991 participou de A Grande Arte, de Walter Salles Jr., e em As Feras, de Walter Hugo Khoury.
Atualmente atua como empresária na produção de eventos do porte do Phytoervas Fashion e do Dakota Elite Model e presta também consultora de marketing em moda, tendo sido consultora da novela Global Aquele Beijo.
É lésbica assumida 